# Fujitsu Siemens Computers
Fujitsu Siemens Computers (Фудзицу Сименс компьютерз) — прежнее название компании Fujitsu Technology Solutions (Фудзицу тэкнолоджи солюшнз).

## История
Компания была основана 1 октября 1999 года путём слияния компьютерного подразделения Siemens Nixdorf Informationssysteme (концерн Siemens AG) и Fujitsu ICL Computers (европейское подразделение Fujitsu Limited).
Под маркой Fujitsu Siemens выпускались мобильные компьютеры (ноутбуки), системные блоки, мониторы, клавиатуры, мыши. В переходный период (до слияния с Fujitsu ICL Computers, но после того, как марки Siemens Nixdorf уже не существовало), мониторы и клавиатуры выпускались под маркой Siemens.
При основании по 50 % акций компании принадлежало Siemens AG и Fujitsu Limited. В конце октября 2008 года Siemens AG объявил о продаже своей доли Fujitsu Limited за €450 000 000. Сделка была завершена к 1 апреля 2009 года.
В 2008 компания Siemens заявила, что компьютерный бизнес не является для компании профильным и вышла из предприятия. Соответственно, Fujitsu выкупила долю партнёров за €450 000 000 и получила в наследство все региональные офисы и штат сотрудников Fujitsu Siemens Computers. C 1 апреля 2009 года компания интегрирована в холдинг Fujitsu Limited и носит название Fujitsu Technology Solutions, специализируясь на ИТ-решениях.
Направление деятельности компании — разработка и внедрение критически важных бизнес-приложений и разработка мобильных решений нового поколения. Предложения компании простираются от карманных и настольных компьютеров до решений корпоративного уровня. Fujitsu Siemens Computers занимала ведущие позиции на всех ключевых рынках Европы, Ближнего Востока и Африки.
Компания имеет предприятия в городах Аугсбурге, Мюнхене, Падерборне, Зёммерда (Германия) и в Саннивэйле, Калифорния (США).
Представительство в России имеет офисы и центры компетенции в следующих городах: Москва, Санкт-Петербург, Самара, Екатеринбург.

## Торговые марки
- Ноутбуки и мобильные устройства:
  - Amilo — для домашних пользователей и сегмента SOHO;
  - Lifebook — для корпоративных пользователей и бизнес-приложений;
  - Esprimo Mobile — для корпоративных пользователей и бизнес-приложений;
  - CELSIUS H — мобильные графические станции;
  - STYLISTIC — Tablet PC (планшетные ПК)
  - Pocket LOOX — PDA (производство прекращено).
- Настольные ПК
  - SCALEO — для домашних пользователей, а также медиа-центры;
  - ESPRIMO — для корпоративных пользователей и бизнес-приложений. (Преемник SCENIC).
  - CELSIUS — рабочие станции.

- Серверы

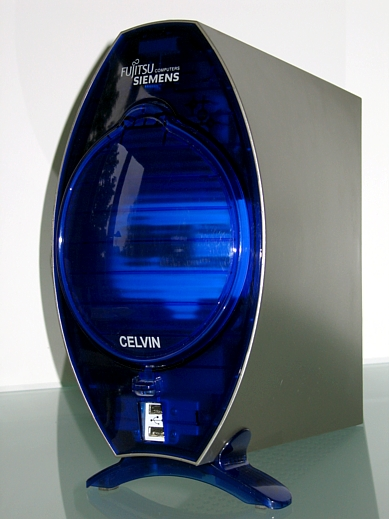
Концептуальный настольный ПК Celvin

  - ECONEL — серверы начального уровня.
  - PRIMERGY RX, TX — высокопроизводительные серверы с повышенной отказоустойчивостью
  - PRIMEQUEST — серверы на базе процессора Itanium II

- Решения
  - BladeFrame
  - x10sure

- S/390-совместимые мейнфреймы
  - S-серия, SX-серия
- Flat panel displays
  - Myrica (снято с производства)
    - Liquid crystal display televisions
    - Plasma display televisions

  - SCALEOVIEW
    - Liquid crystal display computer monitors

  - SCENICVIEW
    - Liquid crystal display computer monitors
- Операционные системы:
  - SINIX — Unix-подобная система, позже переименованная в Reliant UNIX, доступна для RISC и S/390-совместимых платформ
  - BS2000 — EBCDIC-based operating system for S/390-compatible systems
  - VM2000 — EBCDIC-based hypervisor for S/390-compatible platform, capable of running multiple BS2000 and SINIX virtual machines